# Arrubium
Arrubium, también conocido como Castrum de Măcin, era un castrum romano de la provincia de Mesia Inferior, más tarde Escitia Menor, situado en el actual Măcin, distrito de Tulcea de Rumanía, donde se conservan algunas ruinas. Formaba parte del sistema defensivo del Limes Moesiae. 
Es un monument istoric de Rumanía, registrado en el Repertorio Arqueológico Nacional con el código LMI TL-I-m-A-05837.02.

## Historia

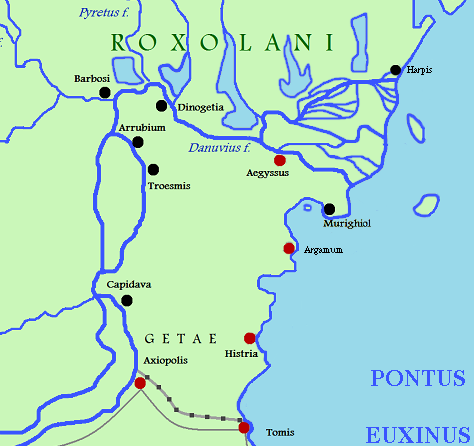
Mesia oriental alrededor del año 100.

El primer testimonio documental sobre la existencia del castrum nos lo dan dos diplomas militares de en torno al año 100, que mencionan la presencia en Arrubium de un ala de dárdanos. Posteriormente, Arrubium aparece en otros cuatro documentos antiguos: la Tabula Peutingeriana, el Itinerario de Antonino, la Notitia Dignitatum y la Cosmographia del Anónimo de Rávena.
Existe la hipótesis de que el origen del nombre de la fortaleza es celta, instalándose en la localidad el culto a Júpiter Arrubianus entre la población local, sobre un culto anterior, pues el origen de la localidad se remonta a un antiguo asentamiento del siglo III a. C., parte de la alianzas tribales getas de Rhemaxos o Zyraxes.
Tras la conquista romana de Dobruja, la vigilancia del castrum estaba inicialmente a cargo de la Legio V Macedonica con base en la fortaleza de Troesmis, a menos de 20 km al sur.
En 1908 se descubrió un tesoro de 598 monedas, la mayoría de bronce plateado

## Galería

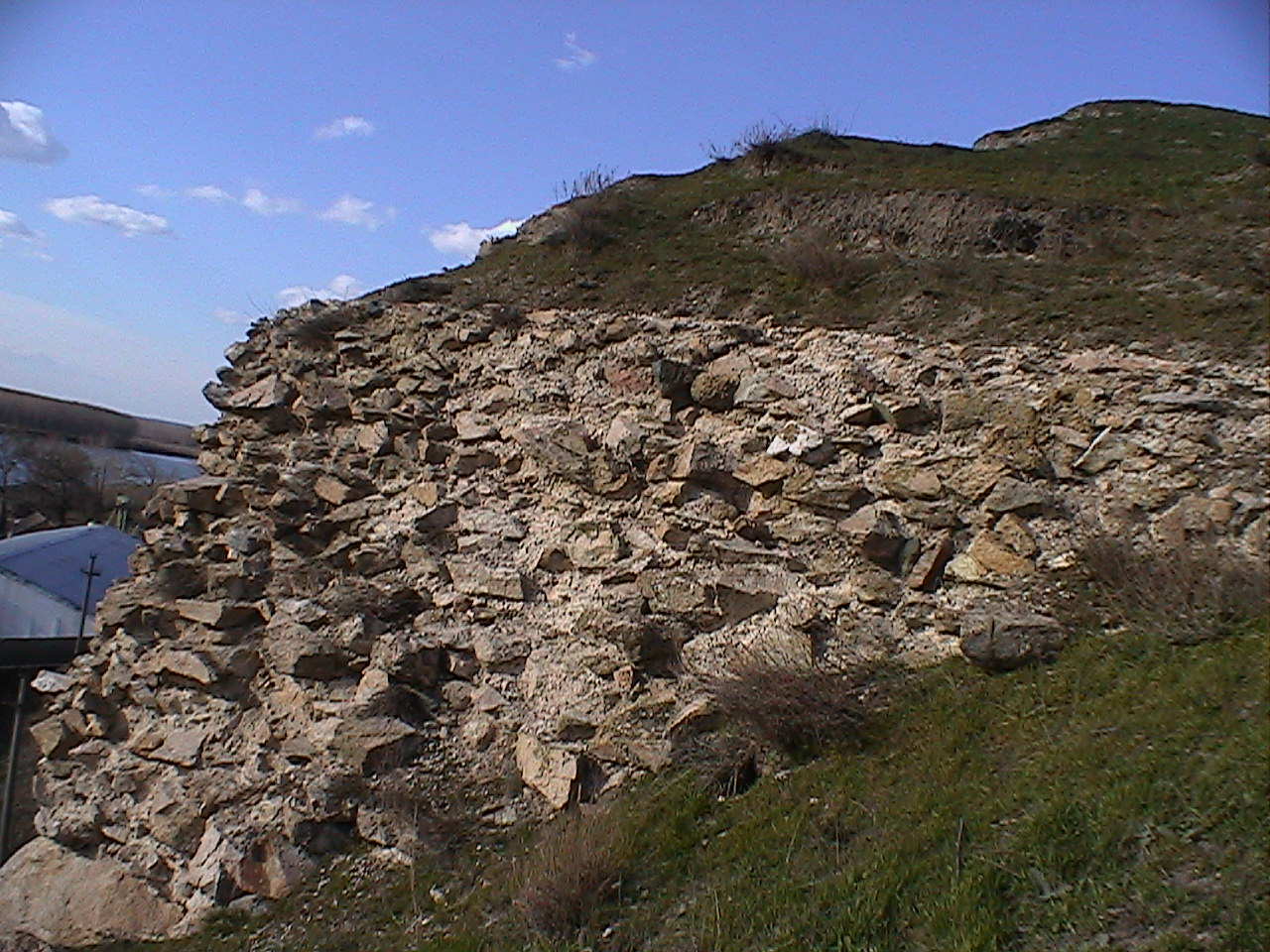
Ruinas de Arrubium.
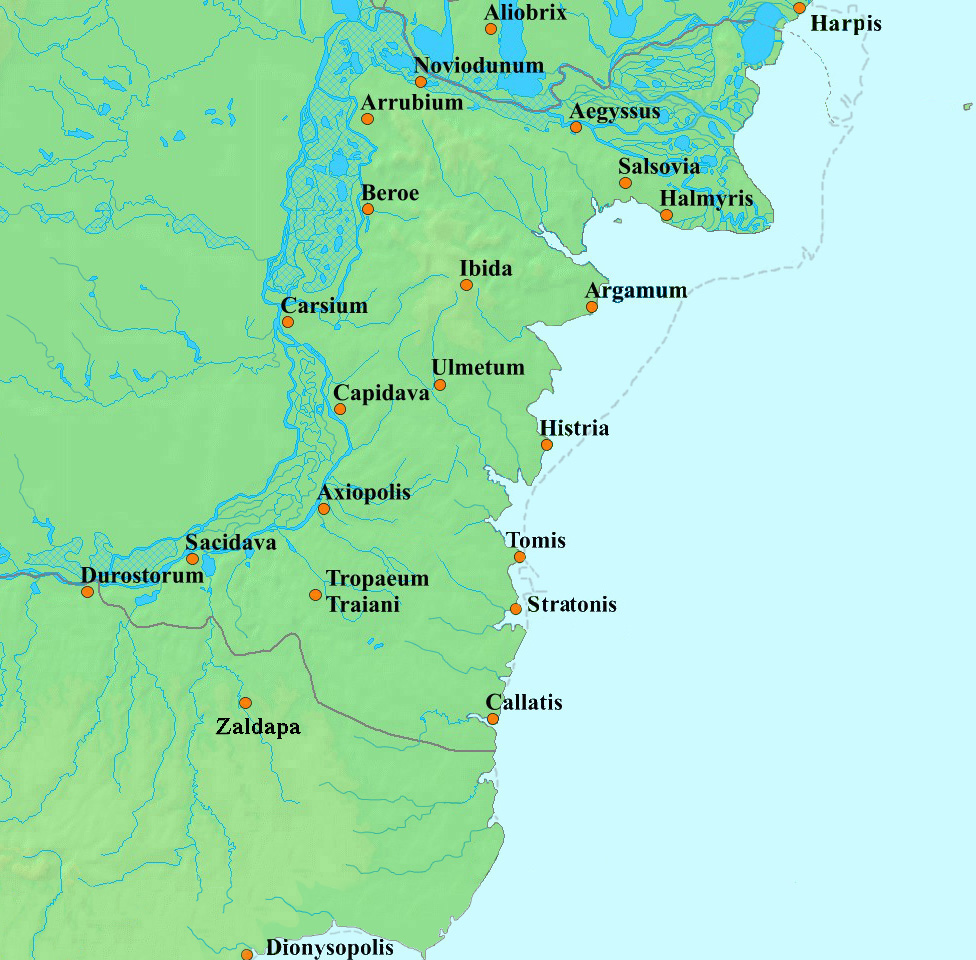
Mapa de Escitia Menor.